# Zbigniew Romanowicz
Zbigniew Romanowicz (ur. 28 listopada 1932 w Stryju, zm. 22 grudnia 2010 we Wrocławiu) – polski matematyk, specjalizujący się w analizie matematycznej, nauczyciel akademicki związany z Politechniką Wrocławską i Wyższą Szkołą Pedagogiczną w Opolu.

## Życiorys

### Dzieciństwo i młodość
Urodził się w 1932 roku w Stryju. Podczas II wojny światowej stracił ojca, a po jej zakończeniu osiedlił się z matką i dwiema siostrami w Stargardzie, a w 1946 roku w Gliwicach, gdzie w 1951 roku ukończył Gimnazjum i Liceum Mechaniczne w Gliwicach, a w 1952 roku Wyższy Kurs Techniczno-Pedagogiczny w Bytomiu. Przez dwa lata uczył matematyki i przedmiotów zawodowych w Technikum Hutniczo-Mechanicznym w Gliwicach. W latach 1954–1959 studiował matematykę na Uniwersytecie Wrocławskim, a rok przed obroną magisterium jeszcze jako student rozpoczął pracę na Politechnice Wrocławskiej.

### Praca w Opolu
Od 1960 roku był związany był także z Katedrą Matematyki Wyższej Szkoły Pedagogicznej w Opolu, w której prowadził zajęcia dydaktyczne. W 1966 roku uzyskał stopień naukowy doktora nauk matematycznych na Wydziale Matematyki, Fizyki i Chemii Uniwersytetu Wrocławskiego. W tym samym roku przeniósł na stałe się do Opola oraz podjął pracę w Katedrze Analizy Matematycznej. Poza pracą dydaktyczną rozpoczął aktywną działalność naukową w ramach seminariów z teorii sterowań optymalnych i kosmologii, prowadzonych przez prof. Andrzeja Ziębę, zaś później prowadził samodzielnie seminaria z teorii sterowań optymalnych i teorii grafów. W 1968 roku uzyskał nominację na stanowisko docenta. W latach 1969–1976 pełnił funkcję kierownika Katedry Podstaw Matematyki, a w latach 1969–1972 był prorektorem WSP w Opolu. Jego działalność naukowa, dydaktyczna, organizacyjna i społeczna na rzecz środowiska opolskiego została uhonorowana Nagrodą Ministra III stopnia (1970 r), Srebrnym Krzyżem Zasługi (1971 r), Medalem Komisji Edukacji Narodowej (1977 r) oraz Medalem 30-lecia WSP (1980 r).

### Praca we Wrocławiu
W 1978 roku przeprowadził się ponownie do Wrocławia, gdzie podjął pracę w Instytucie Matematyki Politechniki Wrocławskiej oraz został jego wicedyrektorem. W latach 1984–1990 był dyrektorem tego Instytutu. Tam pracował do końca swojego przejścia na emeryturę.
Za swoją działalność i osiągnięcia we wszystkich dziedzinach życia akademickiego na Politechnice Wrocławskiej otrzymał liczne ordery, odznaczenia, nagrody i wyróżnienia: Złoty Krzyż Zasługi (1978 r), Krzyż Kawalerski Orderu Odrodzenia Polski (1990 r), Medal 40-lecia Politechniki Wrocławskiej (1985 r), nagrodę Ministra II stopnia za kształcenie kadry naukowej (1986 r), dwie nagrody Senatu za osiągnięcia dydaktyczne (1982 i 1983 r) oraz cztery nagrody Rektora za kształcenie kadry, osiągnięcia dydaktyczne i organizacyjne (1977, 1979, 1981 i 1985 r).

### Działalność naukowo-dydaktyczna
Zbigniew Romanowicz był człowiekiem bardzo aktywnym we wszystkich dziedzinach życia akademickiego, a uczelnie, w których pracował, korzystały z jego zdolności organizacyjnych. Studenci, uczniowie szkół i współpracownicy cenili jego talent dydaktyczny. Pod jego okiem zdobywali szlify dydaktyczne liczni młodzi matematycy opolscy i wrocławscy. Współpracownicy i doktoranci korzystali z jego bardzo szerokich zainteresowań naukowych, które dotyczyły m.in. gier różniczkowych, teorii sterowań optymalnych oraz analizy kombinatorycznej. W jego dorobku, jako autora lub współautora, znalazło się około 40 publikacji naukowych i dydaktycznych. Jego wkład w kształcenie kadry to 15 wypromowanych doktorów, w tym 4 z Opola. Za jego wstawiennictwem w 1975 roku powstał w Opolu Oddział Opolski Polskiego Towarzystwa Matematycznego, a członkowie Oddziału powierzyli mu funkcję prezesa.
Jego pasją była popularyzacja matematyki wśród dorosłych, młodzieży i dzieci. W 1972 roku podjął inicjatywę prof. Jerzego Słupeckiego i za akceptacją Opolskiego Kuratorium Oświaty doprowadził do otwarcia w Liceum Ogólnokształcącym nr 1 w Opolu klasy dla matematycznie uzdolnionej młodzieży. Ponadto był współautorem programu nauczania i jednym z nauczycieli w tej klasie. Sferę tej działalności kontynuował później we Wrocławiu. Przez wiele lat był Przewodniczącym Komitetu Okręgowego Olimpiady Matematycznej. Pod patronatem PTM prowadził od 1994 roku zajęcia w międzyszkolnych kółkach matematycznych dla uczniów szkół podstawowych i średnich, a także kółko matematyczne dla olimpijczyków w XIV Liceum Ogólnokształcącym we Wrocławiu. Przez 10 lat był przewodniczącym Jury Konkursu Gier Matematycznych i Logicznych w ramach Comité International des Jeux Mathematiques z siedzibą w Paryżu. Setki jego oryginalnych, niezwykle pomysłowych zadań konkursowych z tzw. "błyskiem" fascynują do dzisiaj miłośników matematyki rekreacyjnej nie tylko w Polsce. Zmarł w 2010 roku we Wrocławiu. Pochowany we Wrocławiu, cm. Grabiszyński.

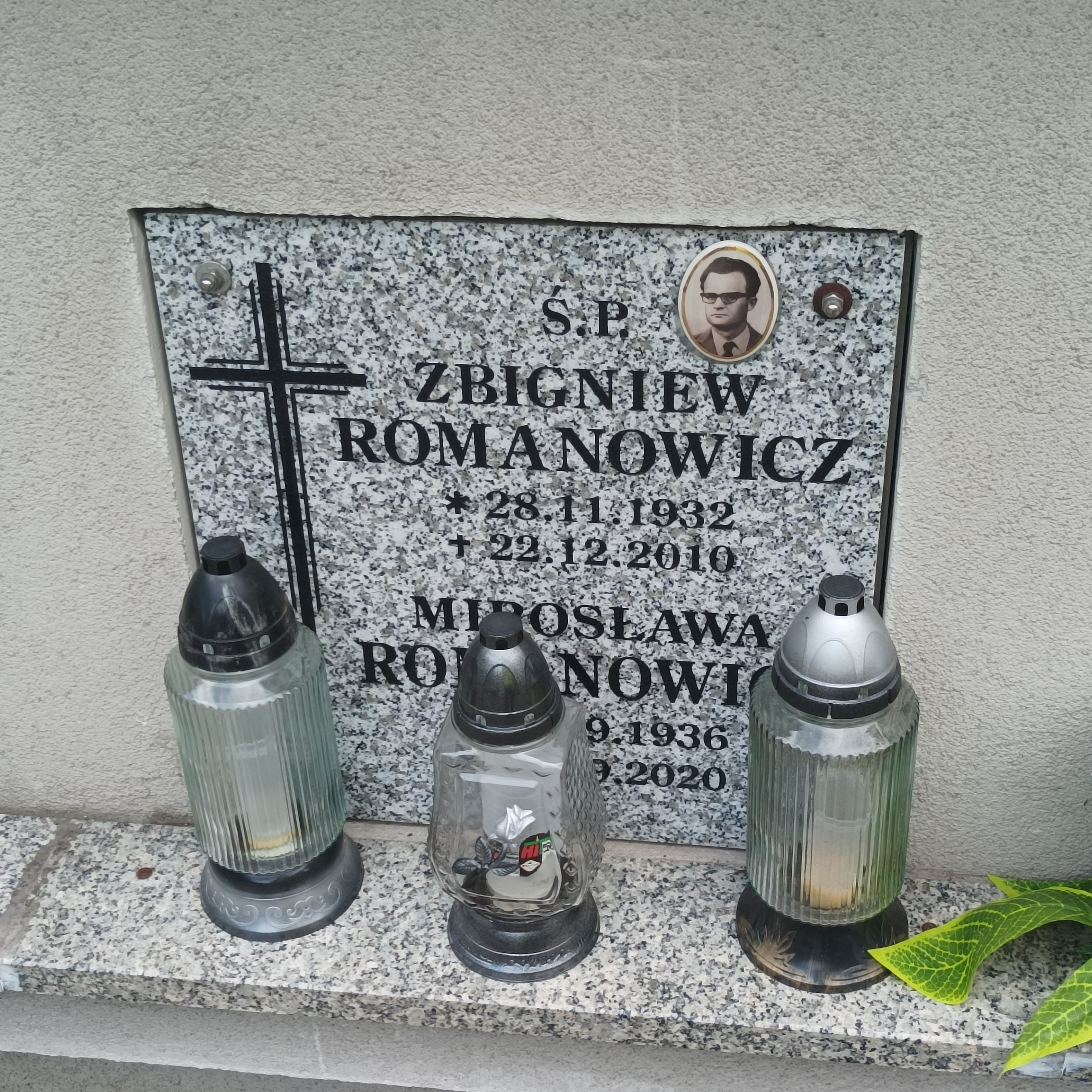
Grób prof. Zbigniewa Romanowicza na Cmentarzu Grabiszyńskim